# Горні Юраші
Го́рні Юраші́ (рос. Горные Юраши) — присілок в Граховському районі Удмуртії, Росія.

## Населення
Населення — 28 осіб (2010; 31 у 2002).
Національний склад станом на 2002 рік:
- удмурти — 68 %
- росіяни — 32 %

## Урбаноніми[3]
- вулиці — Горнівська